# مايك روبرتسون (لاعب كرة قاعدة)
مايك روبرتسون (بالإنجليزية: Mike Robertson) هو لاعب كرة قاعدة أمريكي، ولد في 9 أكتوبر 1970 في نورويتش في الولايات المتحدة.

## وصلات خارجية
- مايك روبرتسون على موقعبيزبول رفرنس.كوم (الدوري الرئيسي) (الإنجليزية)
- مايك روبرتسون على موقعبيزبول رفرنس.كوم (الدوري الثانوي) (الإنجليزية)
- مايك روبرتسون على موقع مشجعي الرسوم البيانية (الإنجليزية)